# Литовська кіностудія
Литовська кіностудія (лит. Lietuvos kino studija) — кіностудія, що займається виробництвом художніх, анімаційних, документальних фільмів і телесеріалів. Була заснована під назвою «Каунаська кіностудія» в 1940 році в Каунасі, Литовська РСР. В 1949 році була перебазована в Вільнюс стала називатися «Литовська кіностудія хронікально-документальних фільмів».
На кіностудії було створено понад 2000 художніх і документальних фільмів. Надає свою виробничу базу і павільйони литовським і іноземним кінокомпаніям для зйомок. У студії працюють більше 150 співробітників. Директор кіностудії Рамунас Шкікас.

## Фільмографія
(неповна)
- «Над Німаном світанок» (1953)
- «Міст» (1956)
- «Коли зливаються річки» (1961)
- «Дівчинка і відлуння» (1964)
- «Маленький принц» (1966)
- «Ніхто не хотів помирати» (1966)
- «Почуття» (1968)
- «Геркус Мантас» (1972)
- «Веселі історії» (1973)
- «Садуто туто» (1974)
- «Смок і Малюк» (1975)
- «Пригоди Калле-сищика» (1976)
- «Горіховий хліб» (1977)
- «Пил під сонцем» (1977)
- «Змилуйся над нами» (1978)
- «Факт» (1980)
- «Багач, бідняк…» (1982)
- «Жінка і четверо її чоловіків» (1983)
- «Політ через Атлантичний океан» (1983)
- «Уроки ненависті» (1983)
- «Блудний син» (1984)
- «Загін» (1984)
- «Електронна бабуся» (1985)
- «Сліди перевертня» (1986)
- «Недільний день в пеклі» (1987)
- «Не пам'ятаю твого обличчя» (1988)
- «Діти з готелю «Америка»» (1990)
- «Марюс» (1990)